# أنتوني براون (لاعب كرة قدم أمريكية)
أنتوني براون (بالإنجليزية: Anthony Brown)‏ هو لاعب كرة قدم أمريكية أمريكي، ولد في 15 ديسمبر 1993 في تامبا في الولايات المتحدة.

## وصلات خارجية
- أنتوني براون على موقع مرجع كرة القدم المحترفة.كوم (الإنجليزية)
- أنتوني براون على موقع مرجع كرة القدم المحترفة.كوم (الإنجليزية)
- أنتوني براون على موقع كلية كرة القدم في سبورتس رفرنس.كوم (الإنجليزية)